# The Real Thing (Lisa Stansfield-dal)
A The Real Thing című dal a brit énekes-dalszerző Lisa Stansfield 2. kimásolt kislemeze az azonos címet viselő 4. stúdióalbumról. A dal 1997. március 10-én jelent meg Európában, Ausztráliában, és Japánban a People Hold On (The Bootleg Mixes) után.
A Stansfield és Ian Devaney által írt, és Devaney valamint Peter Mokran által készített dal pozitív visszajelzéseket kapott a zenekritikusoktól, akik megjegyezték, hogy Stansfield szívét-lelkét beleadja a dalba, mely hangján is érezhető, mely zökkenőmentes, és ragyogó. A dal videóját Michael Georghegan rendezte. A CD kislemez egy remixet tartalmazott, melyet Mark Picchiotti, a K-Klass és a Dirty Rotten Scoundrels készített. A dal 10. helyezés volt Olaszországban, és a 9. a brit kislemezlistán. 1997-ben a dal szerepelt a Pénz beszél című filmben is, majd később az 1998-ban megjelent "The Remix Album"-on is szerepelt, de a "Biography: The Greatest Hits" című lemezen is megtalálható.
2014-ben a "The Real Thing" remixei helyet kaptak a "Lisa Stansfield" album deluxe kiadványán is, valamint további remixek szerepeltek a "People Hold On...The Remix Anthology című válogatás albumon is. A korábban ki nem adott remix, a Silk Real House Thang szintén szerepel a lemezen, és a "The Collection 1989-2003" című válogatáson is.

## Számlista
| Európai CD single 1. "The Real Thing" (Radio Edit) – 4:01 2. "The Real Thing" (Mark!'s Radio Edit) – 3:56 Ausztrál/Európai/Japán/UK CD maxi-single 1. "The Real Thing" (Radio Edit) – 4:01 2. "The Real Thing" (Touch Mix) – 5:36 3. "The Real Thing" (Dirty Rotten Scoundrels's Vocal Mix) – 7:10 4. "People Hold On" (Jon Is The Don Mix) – 8:08 Ausztrál/UK CD maxi-single #2 1. "The Real Thing" (Radio Edit) – 4:01 2. "The Real Thing" (Mark!'s Radio Edit) – 3:56 3. "The Real Thing" (Mark!'s Good Time Disco Vocal) – 11:25 4. "The Real Thing" (Mark!'s Shelter Vocal) – 9:48 5. "The Real Thing" (K-Klassic Mix) – 8:39 Európai/UK 12" single 1. "The Real Thing" (Mark!'s Good Time Disco Vocal) – 11:25 2. "The Real Thing" (K-Klassic Mix) – 8:39 3. "The Real Thing" (Dirty Rotten Scoundrel's Vocal Mix) – 7:38 | Japán promotional CD single 1. "The Real Thing" (Mega Pop Mix) – 4:32 2. "The Real Thing" (Hip Hop Mix) – 4:48 3. "The Real Thing" (Yutenji Mix) – 4:53 4. "The Real Thing" (Radio Edit) – 4:01 UK promotional 12" single 1. "The Real Thing" (Mark!'s Genuine Dub) 2. "The Real Thing" (Dirty Rotten Scoundrels Dub Mix) 3. "The Real Thing" (Bunker Dub) UK promóciós 12" single 1. "The Real Thing" (Touch Mix) – 5:36 2. "The Real Thing" (Touch Extended Mix) – 6:27 Egyéb remixek 1. "The Real Thing" (K-Klass Mix) – 4:44 2. "The Real Thing" (Silk's Real House Thang) – 9:45 |

## Slágerlista
| Slágerlista (1997)                    | Legjobb helyezések |
| ------------------------------------- | ------------------ |
| Australia (ARIA)                      | 124                |
| Belgium (Ultratop 50 Flanders)        | 38                 |
| Belgium (Ultratop 50 Wallonia)        | 29                 |
| Europe (European Hot 100 Singles)     | 29                 |
| Germany (Official German Charts)      | 57                 |
| Hungary (Mahasz)                      | 4                  |
| Iceland (Íslenski Listinn Topp 40)    | 32                 |
| Italy (Musica e dischi)               | 10                 |
| Netherlands (Dutch Top 40 Tipparade)  | 7                  |
| Hollandia (Single Top 100)            | 61                 |
| Poland (LP3)                          | 23                 |
| Skócia (Scottish Singles Top 40)      | 18                 |
| Spain (PROMUSICAE)                    | 1                  |
| Svédország (Sverigetopplistan)        | 49                 |
| Egyesült Királyság (UK Singles Chart) | 9                  |
| UK R&B (Official Charts Company)      | 3                  |

| Slágerlista (1997)                   | Helyezések |
| ------------------------------------ | ---------- |
| UK Singles (Official Charts Company) | 174        |